# Статсіменс
Статсіменс (англ. statmho) — одиниця вимірювання електричної провідності в електростатичній системі одиниць (СГСЕ), яка є розширенням системи СГС для охоплення одиниць вимірювання електричних величин. Для позначення одиниці використовується символ статС (англ. statS). Один статсіменс дорівнює електричній провідності такого провідника, у якому за різниці потенціалів 1 статВ протікатиме струм в 1 статА.
У системі СГСЕ діелектрична проникність вакууму прийнята рівною одиниці за визначенням. Це призводить до того, що за перетворень одиниць із системи СГСЕ в систему SI використовується значення швидкості світла у вакуумі с. Перетворення статсіменса в сіменс (С) визначається співвідношенням: 1 С = c 2 × 10 −5 с 2 /м 2 × 1 статС.
Значення с в системі SI становить 299 792 458 м/с точно за визначенням. Однак в епоху, коли формувалася система СГСЕ, швидкість світла визначалася вимірюванням і вважалася приблизно рівною 29 973 000 000 см/с. В такому разі 1 статС ≈ 1,112650 пС.
Статсіменс є когерентною одиницею системи СГСЕ.